# Aléxandros Diomídis
Alexandros Diomidis (em grego: Αλέξανδρος Διομήδης; n. 1875 - f. 1950) foi um político da Grécia. Ocupou o cargo de primeiro-ministro da Grécia de 30 de Junho de 1949 até 6 de Janeiro de 1950.